# Kreisarchiv Uelzen
Das Kreisarchiv Uelzen ist das kommunale Archiv des niedersächsischen Landkreises Uelzen.
In dem Archiv wird das Archivgut des Landkreises Uelzen und seiner Rechtsvorgänger archiviert und zur Einsicht für Nutzer vorgehalten.
Mit Hilfe des Kreisarchivs, das 1968 eingerichtet wurde, sind Veröffentlichungen über historische Abläufe der Verwaltung, den Straßenbau, die Landkreisentwicklung, die Entwicklung des Schulwesens im Landkreis u. a. möglich.
Leiterin  des Kreisarchivs ist Christine Böttcher.

## Bestände (Auswahl)
Es verwahrt in erster Linie die schriftliche Überlieferung des Landkreises Uelzen sowie nichtamtliches Schriftgut und verschiedene Sammlungen. Insgesamt umfassen die Bestände aus der Zeit von 1580 bis heute rund 460 Regalmeter.